# ماونگ
ماونگ (به لاتین: Małyń) یک روستا در لهستان است که در گمینا زاجم واقع شده‌است. ماونگ ۱۸۰ نفر جمعیت دارد.